# Al-Karkh Sports Club (pallacanestro)
L'Al-Karkh Sports Club  (in arabo نادي الكرخ الرياضي‎?) è una società di pallacanestro irachena con sede nella città di Baghdad, nella metà occidentale della città chiamata Karkh, che fa parte della polisportiva dell'Al-Karkh Sports Club, attiva in diverse discipline sportive tra cui il calcio; la squadra compete nella massima competizione nazionale, la Iraqi Basketball Premier League.
I colori sociali della squadra sono il giallo ed il nero.

## Storia

### Al-Mansour
Verso il finire degli anni quaranta, nella parte occidentale della capitale dell'Iraq, Baghdad, all'interno di un edificio antico situato sulle rive del fiume Tigri, alle spalle della scuola superiore del quartiere di Karkh, venne fondato una associazione sportiva dedicata alla pallacanestro denominata Al-Mansour Sports Club. La società nacque anche come reazione all'entusiasmo generato dalla partecipazione della nazionale irachena di pallacanestro alle Olimpiadi di Londra 1948; evento che spinse i giovani di Karkh ad unirsi al club e partecipare alle sue attività sportive. Figura centrale dei primi anni di attività fu quella di Yusuf Al-Bazi, insegnante ed allenatore, il quale introdusse tecniche di allenamento e di gioco moderne che permisero lo sviluppo di molti ottimi atleti.
Nel 1958, la squadra dell'Al-Adhamiya SC, altra importante società sportiva che operava sempre a Baghdad ma nel quartiere di al-A'zamiyya organizzò un torneo sotto la supervisione della Federazione cestistica dell'Iraq, che vide la partecipazione dei due club. La prima partita si concluse con la vittoria dell' Al-Adhamiya con un vantaggio di nove punti, mentre nella partita decisiva, disputata sul nuovo campo asfaltato del Club Quraysh ad al-A'zamiyya, il Mansour vinse con un margine di sette punti e si aggiudicò il trofeo davanti a migliaia di spettatori, con altrettanti rimasti fuori dallo stadio per la mancanza di spazio. Alla partita parteciparono molti dei giocatori simbolo di quel periodo, tra cui: Mehdi Ahmed, Ahmed Al-Hajiya, Faleh Akram Fahmi, Tariq Hassan (conosciuto come il “Ladro di Baghdad”), Fawzi Askar, i due fratelli egiziani, Shaker e Hussein Morsi, insieme a Sabri Zallal.

### Al-Kharkh
Dopo la scomparsa del Al-Mansour Sports Club all'inizio degli anni '60, a causa dal deterioramento della sua vecchia sede, nel 1963 fu fondato l'Al-Karkh Sports Club , con sede sempre nel cuore di Karkh. Questo club ha rappresentato la naturale continuità dell'Al-Mansour, e così le sue personalità e i suoi organi amministrativi si trasferirono automaticamente al nuovo club dell' Al-Karkh. Il club iniziò ad attrarre giovani sportivi per praticare varie discipline sportive, tra cui calcio, pallacanestro, pallavolo, boxe, wrestling e pallamano.
La squadra di basket dall'inizio degli anni ottanta ha iniziato a prendere parte al massimo campionato nazionale, la Iraqi Basketball Premier League, ed alla seconda edizione del torneo, nella stagione 1980-1981, si aggiudica per la prima volta nella sua storia il titolo nazionale; successo che la squadra ripeterà nelle due edizioni successive, nel 1981-82 ed 1982-83, e poi nuovamente anche nella stagione 1984-85.
Il 23 novembre del 1983 la storia della squadra subì un duro colpo quando 'Uday Saddam, figlio maggiore dell'ex presidente iracheno Saddam Hussein, decise di prelevare sia le squadre che le strutture della polisportiva dell'Al-Kharkh per fondare una nuova società che prese il nome di Al-Rasheed Sports Club e quindi anche la sezione di pallacanestro venne quindi trasformata nell'Al-Rasheed, squadra che negli anni ottanta, grazie alle disponibilità economiche e politiche della società, conquistò vari trofei sia nazionali che internazionali. Il 18 agosto 1990, il Comitato Olimpico iracheno decise di sciogliere l'Al-Rasheed Sports Club e trasferire tutte le sue proprietà nuovamente all'Al -Karkh Sports Club; si ritiene che la decisione di sciogliere il club sia stata presa dallo stesso Saddam Hussein, perché era stufo del fatto che il club fosse molto impopolare tra tifosi e giocatori, e che i tifosi spesso cantavano contro la squadra.
Nella stagione del ritorno alla denominazione di Al-Kharkh, nell'annata 1990-1991, la squadra subito riconquistò il titolo della Iraqi Basketball Premier League, riuscendo anche a difendere il titolo nella stagione successiva. Dopo aver vinto un altro titolo nella stagione 1996-1997, l'Al-Kharkh ha vissuto un nuovo periodo di ricco di titolo nazionali nel primo decennio del secondo millennio, dalla stagione 1999-2000 alla stagione 2001-2002, la squadra si è aggiudicata per tre anni consecutivi la vittoria della Iraqi Basketball Premier League, arrivando, proprio nella stagione 2001-02, alla conquista del decimo titolo nazionale nella storia del club; altri due titoli sono poi arrivati nelle stagioni 2004-2005 ed in quella 2007-2008.
Il tredicesimo, e fino ad oggi ultimo, titolo nazionale vinto dall'Al-Kharkh è arrivato al termine della stagione 2015-2016 della Iraqi Basketball Premier League: la squadra guidata in panchina da Mohammed Najjar, arrivato però solo a metà stagione, concluse al secondo posto la stagione regolare, con un record di 10 vittorie e 2 sconfitte, qualificandosi per la seconda fase dove riuscì a terminare al primo posto la classifica del mini girone a quattro squadre, ottenendo così l'accesso per la serie finale da giocare contro la sorpresa del campionato, l'Al-Mina; dopo aver perso gara uno in casa per 63-75, la squadra riuscì ad imporsi in gara due per 79-72 per poi conquistare anche la decisiva gara 3 con il risultato di 75-66. La vittoria, conquistata anche grazie al contributo dei due giocatori statunitensi, Rickey Young e Kenny Brown, nominato MVP delle finali, riconsegnò il titolo di campioni dell'Iraq all'Al-Kharkh, che torno campione dopo otto anni, per la prima volta da quando era stato consentita l'ammissione di giocatori stranieri nel 2012.

## Palmarès

### Competizioni nazionali
Iraqi Basketball Premier League
- Campione (13):1980–81, 1981–82, 1982–83, 1984–85, 1990–91, 1991–92, 1996–97, 1999–00, 2000–01, 2001–02, 2004–05, 2007–08, 2015–16

## Roster attuale
Il roster per la stagione 2024-2025
|    | Naz.                   | Ruolo | Sportivo          | Anno | Alt. | Peso |  |
| -- | ---------------------- | ----- | ----------------- | ---- | ---- | ---- |  |
| 2  | Libia (bandiera)       | AG    | Mohammed Hamza    | 1993 | 194  | 90   |  |
| 10 | Iraq (bandiera)        | C     | Nooruldeen Zaidan | 2000 |      |      |  |
| 11 | Iraq (bandiera)        | PG    | Rasheed Al-Ammari | 1994 | 163  | 70   |  |
| 13 | Iraq (bandiera)        | C     | Ali Hameed        | 1984 | 208  | 100  |  |
| 16 | Iraq (bandiera)        | G     | Khalid Sultan     | 1997 | 183  | 77   |  |
| 24 | Iraq (bandiera)        | PG    | Fareed Mahdi      | 2005 |      |      |  |
| 25 | Stati Uniti (bandiera) | G     | Sherwood Brown    | 1991 | 193  | 91   |  |
| 31 | Iraq (bandiera)        | AG    | Abdullah Dulaimi  | 1995 | 195  | 98   |  |
| 34 | Iraq (bandiera)        | AP    | Abbas Al-Draisawi | 1999 | 188  | 83   |  |
| 96 | Stati Uniti (bandiera) | AG    | Dikembe Dixson    | 1996 | 201  | 99   |  |
|    | Stati Uniti (bandiera) | G     | Ryle Owens        | 1997 | 192  | 98   |  |

### Staff tecnico
| Ruolo           | Nome         |
| --------------- | ------------ |
| Capo Allenatore | Toni Vujanic |